# Cho vay tuần hoàn
Cho vay tuần hoàn (Rollover) hay Cho vay quay vòng (Revolving credit) là loại tín dụng (khoản vay) không có số lần thanh toán cố định, trái ngược với tín dụng trả góp (khoản vay trả góp - Installment loan). Thẻ tín dụng là một ví dụ về tín dụng quay vòng được người tiêu dùng sử dụng. Các cơ sở cho vay tuần hoàn của doanh nghiệp thường được sử dụng để cung cấp tính thanh khoản cho hoạt động hàng ngày của công ty. Đây là một thỏa thuận cho phép rút, hoàn trả và rút lại số tiền vay theo bất kỳ cách nào và số lần bất kỳ cho đến khi thỏa thuận hết hạn. Các khoản cho vay bằng thẻ tín dụng và thấu chi là các khoản cho vay quay vòng (xoay tua). Cho vay tuần hoàn (Rollover loan) là khoản vay mà ngân hàng cho phép người vay, sau một thời gian vay cụ thể, được tiếp tục nợ tiền vay sau ngày trả nợ khoản vay mà người vay đồng ý trả lãi suất ở mức cụ thể và phải trả lại tiền vay tại một thời gian cụ thể.

## Đại cương
Cho vay quay vòng là việc tổ chức tín dụng và khách hàng thỏa thuận áp dụng cho vay đối với nhu cầu vốn có chu kỳ hoạt động kinh doanh không quá 01 (một) tháng, khách hàng được sử dụng dư nợ gốc của chu kỳ hoạt động kinh doanh trước cho chu kỳ kinh doanh tiếp theo nhưng thời hạn cho vay không vượt quá 03 (ba) tháng.. Đối với cho vay tuần hoàn (rollover) là việc tổ chức tín dụng và khách hàng thỏa thuận áp dụng cho vay ngắn hạn đối với khách hàng với điều kiện: Đến thời hạn trả nợ, khách hàng có quyền trả nợ hoặc kéo dài thời hạn trả nợ thêm một khoảng thời gian nhất định đối với một phần hoặc toàn bộ số dư nợ gốc của khoản vay; tổng thời hạn vay vốn không vượt quá 12 tháng kể từ ngày giải ngân ban đầu và không vượt quá một chu kỳ hoạt động kinh doanh; tại thời điểm xem xét cho vay, khách hàng không có nợ xấu tại các tổ chức tín dụng; trong quá trình cho vay tuần hoàn, nếu khách hàng có nợ xấu tại các tổ chức tín dụng thì không được thực hiện kéo dài thời hạn trả nợ theo thỏa thuận.
Việc hoàn trả khoản vay quay vòng được thực hiện bằng cách giảm tổng số tiền vay theo lịch trình theo thời gian hoặc bằng cách hoàn trả tất cả các khoản nợ tồn đọng vào ngày chấm dứt. Một khoản vay quay vòng được thực hiện để tái cấp vốn cho một khoản vay quay vòng khác đáo hạn vào cùng ngày rút khoản vay quay vòng thứ hai được gọi là "khoản vay tuần hoàn" (Rollover loan), nếu được thực hiện bằng cùng loại tiền tệ và được rút bởi cùng một người vay với khoản vay quay vòng đầu tiên. Các điều kiện cần được đáp ứng để rút ra một khoản vay tái đầu tư thường ít khó khăn hơn so với các khoản vay khác. Khoản vay quay vòng là một công cụ tài chính đặc biệt linh hoạt vì nó có thể được người vay rút ra bằng các khoản vay đơn giản, nhưng cũng có thể kết hợp các loại hình hỗ trợ tài chính khác nhau trong đó có thể kết hợp thư tín dụng, đường dao động (nghĩa là khoản vay ngắn hạn được tài trợ sau thông báo trước một ngày) hoặc thấu chi trong các điều khoản của khoản vay tín dụng quay vòng.